# Bataille d'Andrinople (378)
Pour les articles homonymes, voir Bataille d'Andrinople.
La bataille d’Andrinople ou d’Adrianople (aujourd’hui Edirne en Turquie européenne) a eu lieu le 9 août 378. Elle désigne l’affrontement entre l’armée romaine, commandée par l’empereur romain d'Orient Valens, et certaines tribus germaniques, principalement des Wisigoths (Goths Thervingues) et des Ostrogoths (Goths Greuthungues), commandées par Fritigern. Il s’agit d’un des plus grands désastres militaires de l'histoire de Rome, comparable à la défaite de Cannes. Cette bataille n'est pas due à une invasion, mais à une mutinerie des fédérés goths établis dans l’Empire romain.
Cette bataille est considérée par certains historiens comme à l'origine du déclin de l'Empire romain d'Occident au Ve siècle.

## Sources
La bataille a été relatée par deux contemporains de l’époque, Ammien Marcellin, militaire romain, dont l’essentiel du livre XXXI (le dernier) de son Res Gestae est consacré à la bataille, et Eunape, un professeur de rhétorique et un historien, chez qui la description de l’événement est fragmentaire.

## Contexte

La guerre des Goths (376-382).

Les Goths sont connus dès la fin du IIe siècle av. J.-C. : accompagnés d’autres tribus germaniques et celtes, certains d'entre eux avaient migré en direction du sud, causant un violent conflit avec Rome connu sous le nom de guerre des Cimbres. Deux siècles plus tard, les historiens romains rapportent que les Goths sont établis dans les grandes plaines situées au nord de la mer Noire. C’est là qu’ils se divisèrent en deux branches, les Ostrogoths  et les Wisigoths, séparés par le Dniestr. Par la suite, ils se dirigèrent vers le sud-ouest, traversant fréquemment les frontières de l’Empire romain et se livrant au pillage, jusqu’à ce qu’ils obtiennent par un traité la province de Dacie (partie ouest de l’actuelle Roumanie) en échange de la paix, sous le règne d’Aurélien (270-275). Constantin Ier leur donna le statut de fédérés (fœderati) de l’Empire, et les chargea de défendre le limes danubien, en échange d’une importante somme d’argent. Le problème n’en fut pas réglé pour autant ; en effet, rien n’empêchait les Goths de réclamer plus d’argent qu’une légion romaine quelconque. Or, malgré les crises économiques des IIIe et IVe siècles, les Romains conservaient d’abondantes ressources financières : chaque fois que les Goths jugeaient nécessaire une augmentation de leur solde, ils pillaient une ou deux cités avant de revenir sur leurs terres, faisant ainsi savoir aux Romains que des subsides supplémentaires seraient bienvenus. Il en fut ainsi jusqu’en 370, date à laquelle ils s’allièrent aux soldats romains révoltés contre l’empereur Valens avant d’être vaincus. Valens, pour punir les Goths, interrompt les livraisons de vivres ce qui affaiblit considérablement les Goths, provoque des famines et en incite beaucoup à émigrer vers l’Empire romain, certains y étant réduits en esclavage. Thémistius raconte ainsi qu’avant même 369, les officiers militaires du Danube s’étaient tous convertis en trafiquants d’esclaves . Sinesius écrira plus tard :
« Toute famille jouissant ne serait-ce que d'un peu d'aisance a son esclave goth. Dans toutes les maisons, les Goths sont ceux qui dressent les tables, qui s'occupent des fours, qui portent les amphores ; et parmi les esclaves de compagnie, ceux qui portent sur leurs épaules les tabourets pliants sur lesquels leurs maîtres peuvent s'asseoir dans la rue sont tous des Goths. »
En 370, les Goths durent affronter un nouvel ennemi : les Huns de Balamber. Ce peuple de cavaliers venu d’Asie avait vaincu très rapidement les Alains de la Volga et avait étendu son autorité sur les steppes de Russie. Ils remportèrent la victoire sur les Ostrogoths en 370, et ceux-ci vinrent grossir les rangs de l’armée hunnique dans les combats contre les autres peuples germaniques. Les nouvelles transmises par les Ostrogoths fuyant vers l’ouest mirent leurs voisins wisigoths sur le pied de guerre.  Malgré cela, ils furent aussi vaincus en 376 lorsque les Huns traversèrent le Dniestr. Cependant, à la différence des Ostrogoths, ils trouvèrent le temps de fuir et demandèrent aux Romains la permission de passer le Danube et de s’installer en Mésie (la Serbie et la Bulgarie actuelles). Après avoir longuement hésité, Valens donna l’ordre à l’armée et à l’administration romaine d’organiser l’accueil des populations gothes dans l’empire. De fait, les Romains avaient besoin de colons pour mettre en valeur des provinces dépeuplées, mais aussi de troupes pour protéger les frontières et préparer une guerre contre la Perse. Eunape déclare que ce sont 200 000 à 300 000 goths, qui franchissent le Danube et s'installent dans l'empire en 377, dont 100 000 en mesure de combattre, afin de cultiver et défendre une frontière faiblement peuplée et mal défendue. L’armée romaine était alors très largement constituée de troupes germaniques qui protégeaient les frontières d’un empire en proie à une grave crise démographique. Mais en vérité, les historiens pensent qu'ils étaient beaucoup moins nombreux, sans doute autour de 90 000,.
Initialement, les Wisigoths devaient former en Mésie un royaume presque indépendant, qui devait payer l’impôt et servir dans l’armée lorsque les circonstances l’exigeraient. Rome aurait fourni des armes et des équipements, et aurait enseigné les techniques militaires en usage dans l’armée romaine. En réalité, les autorités chargées d’organiser l’accueil des Goths, plus préoccupées par les possibilités de tirer un profit immédiat de la situation que de la gérer au mieux, se firent déborder. L’administration n’était pas préparée à prendre en charge des populations aussi importantes. Les populations gothes restèrent longuement de part et d’autre du Danube et furent menacées par la famine. Puis, une partie des Goths fut amenée plus au Sud.

### L’impossible coexistence
L’arrivée des Wisigoths en Mésie fut désapprouvée par une partie de la société romaine. Certains voient dans la présence des Wisigoths, en tant qu’entité autonome à l’intérieur de l’Empire, un danger à court ou long terme. D’autres, toutefois, dont les préteurs Modeste et Tatien et le gouvernement romain, étaient favorables à l’implantation des fédérés, considérant qu’il y avait beaucoup plus d’avantages que de dangers à en attendre. Cependant, les populations déjà établies dans la région appréciaient fort peu de devoir prendre en charge des populations entières. En réalité, l’Empire romain est à cette époque un empire multi-ethnique, qui compte de nombreux Germains jusqu’aux plus hauts grades de l’armée (le plus souvent des Francs). Les Goths sont également depuis quelques décennies sous l’influence culturelle des Romains et, en particulier, commencent à adhérer à l’arianisme, une branche du christianisme  que favorise alors l’empereur d’Orient Valens, au détriment des nicéens. Pour de nombreux Romains, le risque de rébellion est faible, les Wisigoths ayant montré depuis quelque temps déjà leur volonté de servir l’Empire et d’adopter de nombreux aspects de la culture romaine. Dans le pire des cas, si les Wisigoths en venaient à vouloir quitter la Mésie, ils se retrouveraient pris comme dans un étau entre les Huns et les troupes impériales d’Orient et d’Occident, sans possibilité de s’en aller.

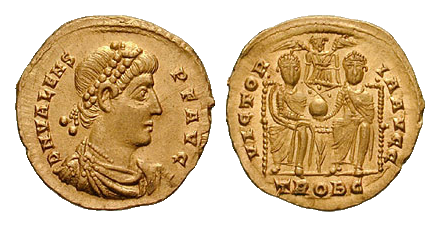
Solidus à l’effigie de l’empereur Valens.

Dans les faits, le traité ne s’applique pas, du fait de la corruption et de l’incompétence de l’administration romaine chargée de la gestion de la question gothe. En 376, les fonctionnaires chargés d’accueillir les réfugiés goths réduisent en esclavage les femmes et les enfants. Les Balkans étaient une région très pauvre, et la corruption semble avoir été très courante chez les fonctionnaires romains, pour qui c’était un moyen naturel de s’enrichir. Les impôts prirent des proportions excessives, jusqu’à priver les Goths de leurs moyens de subsistance, notamment du fait du comes de Mésie, Lupicinus, et de son adjoint Maximus. Lupicinus fit de grandes opérations commerciales, revendant à un prix exorbitant les matières premières et les ressources alimentaires que l’Empire avait mises à sa disposition pour la construction de nouveaux établissements. Les chefs des Wisigoths de Mésie, dont Fritigern (en gothique Frithugarnis, « celui qui désire la paix »), respectent tout d’abord les conditions fixées par Lupicinus, puis commencent à montrer des réticences à la suite des visites successives des collecteurs d’impôts. L’évolution de leur attitude peut s’expliquer par plusieurs facteurs : tout d’abord, la mort du notable wisigoth Alaviv, qui jusque-là recommandait la docilité à Fritigern ; ensuite, l’arrivée en Mésie d’un groupe commandé par Athanaric, à son propre compte, et depuis longtemps hostile à Fritigern et à sa politique de collaboration avec les Romains – en effet, il avait été abandonné en Dacie lors de l’offensive des Huns, Valens ayant refusé de l'accueillir dans l’Empire. Enfin, le fait que la patience de Fritigern n’ait pas résisté aux vexations imposées par Lupicinus, d’autant plus que les récoltes avaient été mauvaises en 377 et que la famine menaçait le peuple.
Lors d’un banquet auquel participent les chefs wisigoths dans le palais de Lupicinus, une révolte éclate et les Wisigoths qui campent autour de la ville massacrent des miliciens romains. Lupicinus est informé, et fait éliminer les gardes des chefs goths. Puis, inexplicablement, il laisse ces chefs, dont Fritigern, rejoindre leurs troupes. Face à la révolte gothe, Lupicinus pense pouvoir gérer militairement la situation sans le secours de Valens, mais il se fait battre près de Marcianopolis. Se considérant libérés de leur engagement vis-à-vis des Romains, les Wisigoths décident de récupérer leurs biens en razziant les populations romaines de Mésie et la riche province de Thrace. Des troupes gothes qui protégeaient des villes de Thrace rejoignent Fritigern, et deux détachements romains peu importants sont vaincus successivement, notamment à la bataille des Saules près de l’actuelle Dobroudja (Roumanie), près du delta du Danube, et à la bataille de Dibaltum,. Les guerriers goths s’équipent ainsi d’armes romaines. Pendant deux ans, les Goths ravagent les provinces de Thrace et de Mésie, mais sans parvenir à prendre une ville.

### Le plan de contre-attaque de Rome
Au moment de la rébellion des Goths, Valens se trouvait à Antioche, en Syrie, d’où il préparait une campagne contre l’Empire perse qui, depuis des siècles, menaçait les frontières de l’Empire romain au Proche-Orient et soutenait les révoltes des peuples locaux contre Constantinople, notamment celle de la Cilicie, noyée dans le sang en 375, ou celle des Sarrasins de Palestine, de Phénicie et du Sinaï, qui furent vaincus en 377. Profitant de l’accalmie sur ce front, Valens entreprit de transférer les troupes de vétérans vers les Balkans, où il parvint à former ce qui apparut aux historiens de l’époque comme l’une des plus grandes armées de toute l’histoire de l’Empire romain.

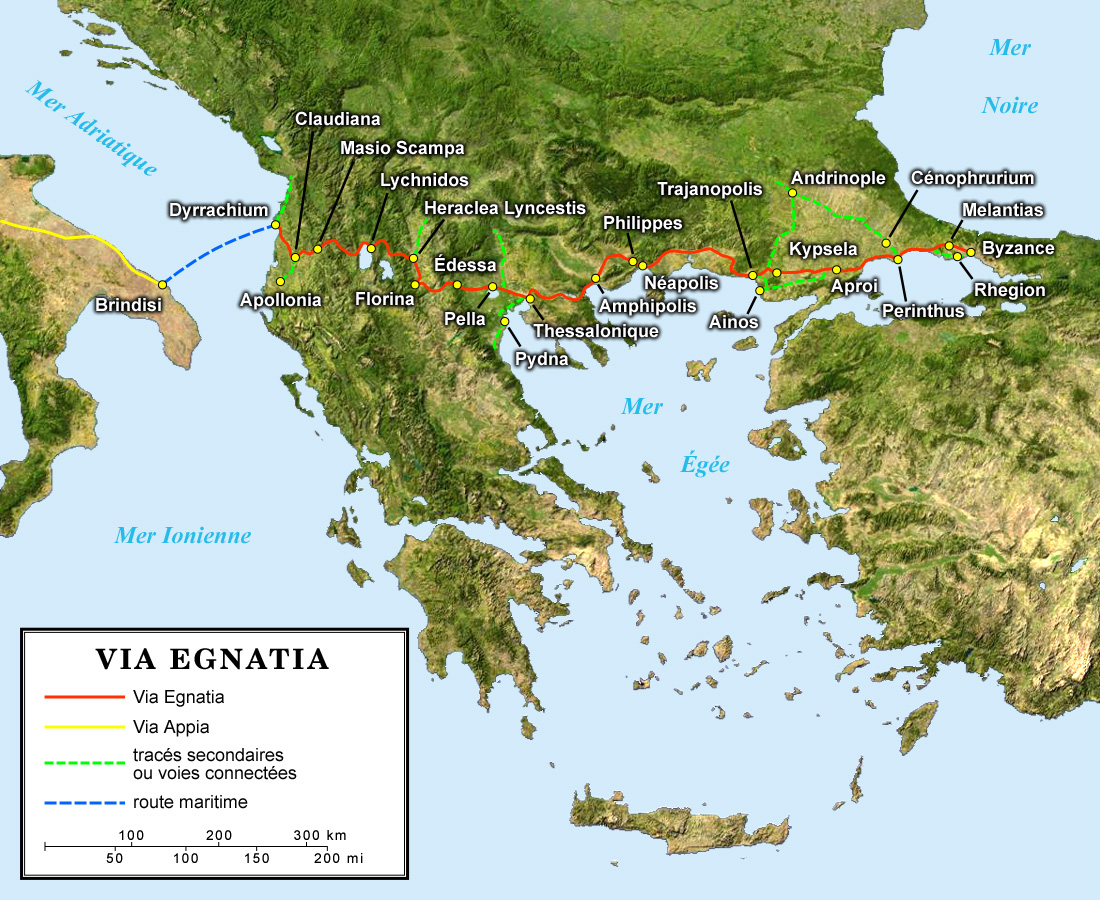
Carte des Balkans à la fin de l’Antiquité. On peut observer l’intérêt stratégique d’Andrinople, qui permet de protéger la via Egnatia des invasions venues du nord.

À Andrinople, où il installa son campement ainsi que le trésor impérial destiné à financer la campagne, il rassembla sept légions, dont le noyau dur était formé par 5 000 vétérans des légions palatines, l’élite de l’armée romaine de l’époque, appuyés par les auxiliaires palatins et d’autres troupes auxiliaires, au total près de 21 000 hommes. L’armée romaine comptait également 28 000 auxiliaires légers, presque complètement dépourvus d’armement défensif.
Conformément à l’usage en vigueur dans l’armée romaine de l’époque, le rôle principal fut attribué à l’infanterie, tandis que la cavalerie jouait un rôle secondaire, consistant à appuyer l’infanterie. Cependant, le détachement de cavalerie employé à Andrinople était loin d’être négligeable : il comprenait 1 500 cavaliers d’élite de la garde impériale (Scholæ palatinæ), 1 000 cavaliers palatins et 5 000 equites comitatenses (littéralement « cavaliers d’accompagnement »). Au sein de ce dernier groupe, on trouvait des unités de cavalerie arabe et des archers montés.
Néanmoins, une armée aussi impressionnante n’en était pas moins très différente des invincibles légions romaines d’autrefois, notamment en ce qui concernait l’équipement. Bien sûr, les années de crise économique avaient pesé sur l’armée, qui partait en campagne beaucoup moins bien entraînée qu’auparavant. Les troupes d’infanterie lourde avaient remplacé l’armure de plaques (lorica segmentata) par la cotte de mailles, moins efficace, qui n’était portée jusque-là que par les auxiliaires (qui à cette époque n’avaient bien souvent aucun armement défensif). Le glaive, l’antique épée romaine, avait été remplacé par une autre, plus longue, la spatha. Le pilum avait presque disparu ; en revanche, certaines unités d’infanterie et de cavalerie portaient une lance longue. L’écu (scutum) rectangulaire avait également été abandonné au profit de modèles ronds ou ovales de bois ou de métal moins coûteux, semblables à ceux des barbares. La qualité de la discipline et de l’instruction s’était également dégradée. Il serait cependant erroné de parler d’une érosion voire d’une disparition de la supériorité technique romaine : la modification du rapport de forces entre Goths et Romains sur le champ de bataille est avant tout due à des erreurs politiques et tactiques.
Par ailleurs, les Wisigoths avaient reçu une instruction semblable à celle des Romains, et si grande que soit l’armée réunie par Valens, elle représentait à peine la moitié des effectifs de l’armée adverse. Pour arriver à un nombre d’hommes comparable, Valens demanda de l’aide à son neveu Gratien, empereur d’Occident, qui avait jusqu’alors réussi avec plus ou moins de succès à repousser les invasions barbares. Celui-ci accepta et se mit en marche avec ses troupes pour rejoindre le corps d’armée de son oncle, mais la bataille débuta avant son arrivée.

## Ordre de bataille de l’armée de Valens
Il est impossible de donner une liste précise des unités de l’armée romaine à Andrinople. La seule source connue est Ammien Marcellin, qui ne donne pas d’estimation chiffrée, toutefois il est possible de deviner le nom des unités en se basant sur la composition de l’armée romaine rapportée par la Notitia Dignitatum, un document datant de la fin du IVe siècle ou du début du Ve siècle.
Une composition possible de l’armée romaine serait la suivante :

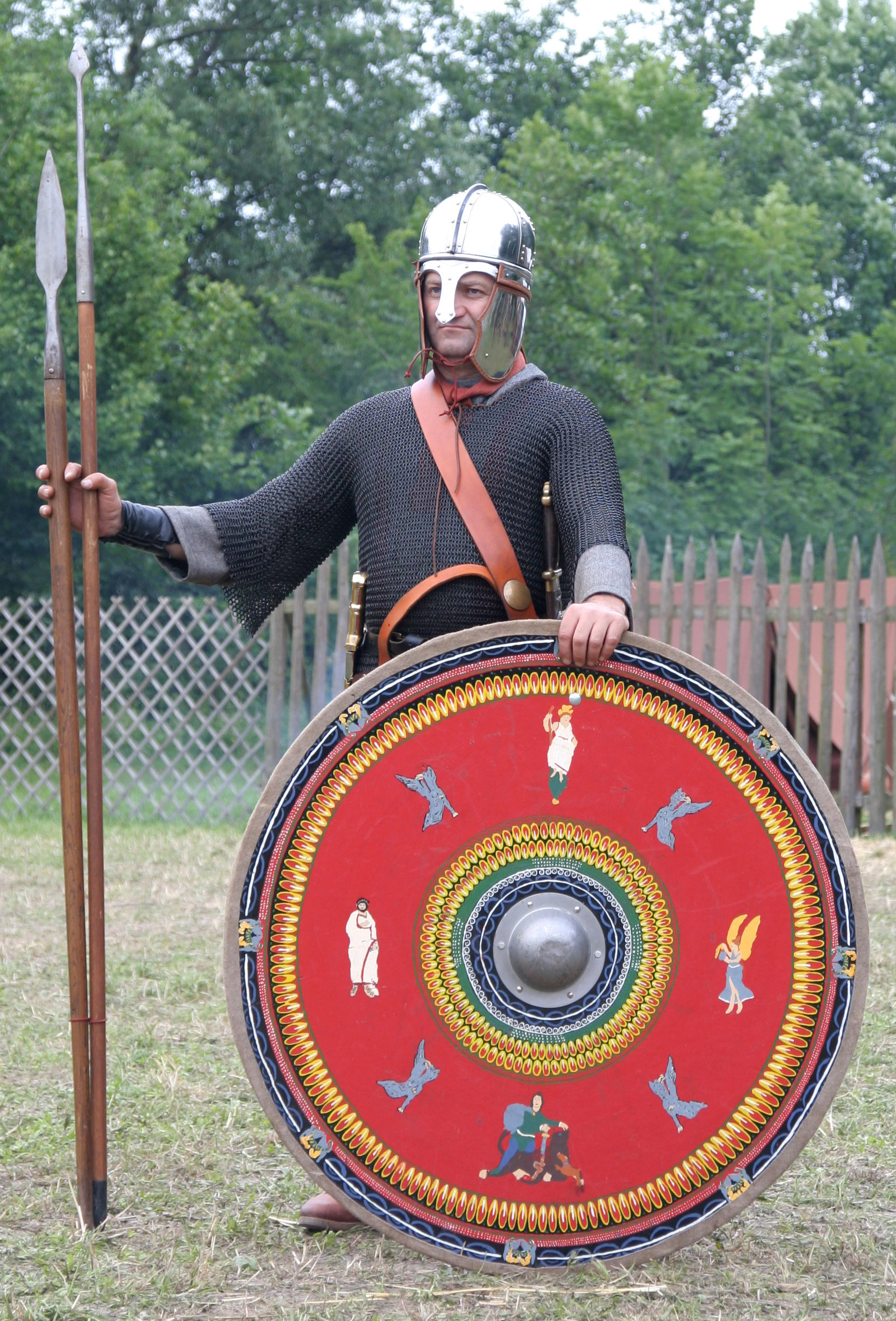
Équipement typique d’un soldat romain à l’époque des invasions barbares.

- 1 500 Scholae (Garde impériale), commandés par Valens. Chaque Schola avait une composition nominale de 500 hommes, mais devait être en campagne plus probablement réduite à 400 hommes. Elle était probablement divisée en :
  - Scutarii Prima (cavalerie lourde) ;
  - Scutarii Secunda (cavalerie lourde) qui, avec les Scutarii Prima, sont les Scutarii qui ont attaqué au début de la bataille ;
  - Scutarii Sagittarii (archers à cheval), probablement des archers montés qui suivaient l’attaque des Scutarii.
- 1 000 Equites Palatinae (cavalerie d’élite). Les unités présentes lors de la bataille étaient probablement :
  - Equites Promoti Seniores (cavalerie lourde), dont le tribun, Potentius, a été tué pendant la bataille ;
  - Comites Sagittarii Iuniores (cavalerie légère munie d’arcs),
  - probablement des Comites Clibanarii ;
- 1 500 Equites Comitatenses (cavalerie), les unités présentes les plus probables étant :
  - Equites Primi Scutarii (cavalerie lourde) ;
  - Equites Promoti Iuniores (cavalerie lourde),
- 5 000 Legiones Palatinae, d’une force nominale de 1 000 hommes :
  - Lanciarii Seniores (infanterie lourde), la meilleure unité qui fera front jusqu’à la fin de la bataille ;
  - Matiarii Iuniores (infanterie lourde).
- 6 000 Auxilia Palatinae, environ 500 hommes :
  - Batavi Seniores (infanterie lourde), réserve ;
  - Sagittarii Seniores Gallicani (archers) ;
  - Sagittarii Iuniores Gallicani (archers) ;
  - Tertiis Sagittarii Valentis (archers).

La somme des effectifs cités ci-dessus n’arrive qu’à un total d’environ 15 000 hommes, bien inférieur aux hypothèses formulées plus haut. Cela peut s’expliquer par le fait que toutes les unités n’étaient pas mentionnées dans la Notitia dignitatum (certaines troupes auxiliaires en particulier), mais incite en tout cas à considérer toutes les données chiffrées avec la plus grande précaution.

## Déroulement de la bataille
Le 9 août 378 au matin, l’armée de Valens laissa les bagages et les enseignes impériales dans les environs d’Andrinople, se mit en marche en direction du nord-est, et atteignit le camp goth dans une plaine, vers quatorze heures. Une partie des troupes des Wisigoths s’y trouvait, protégée derrière les chariots vides qui servaient de barricades (système du laager). Les renforts de Gratien n’étaient pas encore arrivés, de sorte qu’on se demande quelles sont les raisons qui ont amené Valens à marcher jusque-là : il est possible qu’il n’ait pas envisagé d’engager le combat, et disposer les troupes à la vue des Wisigoths n’était peut-être qu’un moyen de pression pour obtenir leur reddition. D’autres historiens pensent que Valens voulait vraiment engager le combat à ce moment, faisant confiance à ses troupes de vétérans pour obtenir la victoire, et croyant qu’attendre Gratien serait peu honorable, et l’obligerait à partager la victoire avec un jeune empereur d’Occident qui avait déjà eu trop de succès militaires au goût de Valens. Lorsqu’il réunit ses généraux, Victor et Richomer (originaire de Germanie, qui avait organisé le transfert des Wisigoths vers la Mésie), lui conseillèrent d’attendre Gratien, tandis que Sébastien défendit l’idée d’une attaque immédiate, qui permettrait de profiter de l’effet de surprise. Valens ne choisit aucune de ces solutions.

Phases 1 à 3 de la bataille.

Les troupes romaines s’avancèrent en ligne, l’infanterie lourde de Trajan et les auxiliaires au centre, et la cavalerie protégeant les côtés. Valens se tenait derrière les troupes d’infanterie, avec sa garde personnelle. Quand les Goths virent les Romains se rapprocher, Fritigern demanda à parlementer ; il est probable que son objectif n’ait pas été de refuser le combat, mais de gagner du temps. En effet, seules l’infanterie et une partie de la cavalerie se trouvaient dans le campement : la plupart des cavaliers étaient partis fourrager, sous le commandement des Ostrogoths Alatheus et Safrax.

### Première phase
Les deux armées se font face longuement et la bataille éclate spontanément à la surprise générale. En effet, sans attendre la fin des négociations, les tribuns Cassio et Bacurius d’Ibérie donnent à leurs troupes auxiliaires l’ordre d’attaquer : elles se dirigent vers le campement wisigoth tandis que le reste de l’infanterie romaine reste sur sa position. Le flanc gauche de la cavalerie se lance également à l’assaut, cherchant à prendre les Goths de côté tandis que ceux-ci affrontent les deux maigres divisions d’auxiliaires, qui sont repoussées sans difficulté, mises en fuite, et doivent regagner leurs positions d’origine. Pour les Romains, la bataille s’engageait de la pire des manières.

### Deuxième phase
Fritigern considéra donc les négociations comme closes et ordonna d’attaquer, faisant sortir du camp la plupart de ses troupes pour les lancer à la rencontre de l’armée romaine. C’est alors qu’arriva de la droite l’énorme armée de cavaliers commandée par Alatheus et Safrax, qui vint se heurter au détachement de cavalerie du flanc gauche des Romains, qui dut se replier après avoir subi de lourdes pertes. Les Wisigoths étaient déjà maîtres du terrain ; ils lancèrent sur les Romains leurs armes de jet, puis le corps à corps s’engagea.

### Troisième phase

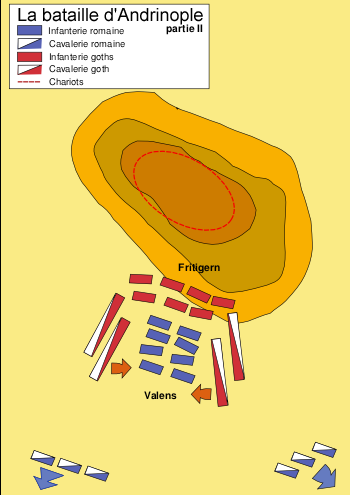
Phases 4 à 5 de la bataille.

Tandis que l’infanterie et le flanc droit de la cavalerie combattaient les Barbares, et subissaient de lourdes pertes, la cavalerie du flanc gauche revint à la charge et affronta Alatheus et Safrax, qu’une telle manœuvre prit au dépourvu. Ils durent reculer sous l’assaut des Romains, qui parvinrent presque jusqu’aux chariots wisigoths. Ce fut l’instant décisif de la bataille ; si la cavalerie romaine avait alors pu être soutenue par d’autres unités, elle aurait sans doute pu mettre en fuite des Barbares supérieurs en nombre, et prendre à revers l’infanterie wisigothe.
En fait, la cavalerie romaine fut rapidement submergée par le nombre ; elle perdait pied, et ne recevait pas de renforts, alors que les troupes wisigothes restées à l’intérieur du camp — et Fritigern lui-même — venaient renforcer leur cavalerie. La disproportion des forces était évidente, et ce qui restait de la cavalerie romaine fut presque entièrement détruit, les rares survivants devant fuir le champ de bataille.

### Quatrième phase
Une fois les cavaliers romains mis en fuite, l’infanterie commandée par Fritigern vint renforcer les premières lignes de l’infanterie gothe, tandis que la cavalerie d’Alatheus et de Safrax contournait la bataille par la gauche pour prendre à revers l’armée romaine et attaquer l’arrière-garde de Trajan. D’après Ammien Marcellin, l’arrivée de la cavalerie gothe, comme surgie de nulle part, eut un effet particulièrement dévastateur sur les soldats romains. Cela leur retira en tout cas toute possibilité de manœuvrer.

### Cinquième phase
Les soldats qui avaient été détachés sur le flanc gauche étaient dès à présent condamnés, sachant bien qu’ils n’avaient aucune possibilité de fuir ni de clémence à attendre de la part des Wisigoths. Même si sur ce point les historiens latins exagèrent sans doute, il est donc compréhensible que les soldats de ces unités aient combattu jusqu’à la mort, chargeant sans aucun espoir de victoire contre les rangs toujours plus fournis des barbares. Les pertes furent énormes des deux côtés, au point que le nombre de cadavres rendait les déplacements difficiles sur le champ de bataille. Les unités romaines furent complètement disloquées ; certaines purent s’enfuir, d’autres, encerclées, durent combattre jusqu’au bout.
Enfin, les troupes romaines qui le pouvaient entamèrent la retraite, abandonnant leurs camarades à leur sort. Les dernières unités de Trajan furent écrasées, tandis que Valens allait se réfugier derrière ce qui restait de la cavalerie du flanc droit, qui avec quelques auxiliaires survivants tentèrent d’établir un noyau de résistance autour de l’empereur, auprès duquel se trouvaient les généraux Trajan et Victor.

### Mort de Valens et fin de la bataille
En ce qui concerne la mort de Valens, il existe différentes versions ; il est impossible de savoir laquelle est la plus proche de la vérité. Selon l’une de ces versions — celle retenue par Ammien Marcellin — Valens serait tout simplement mort après avoir reçu une flèche ennemie tandis qu’il combattait aux côtés des soldats de sa garde personnelle. Selon une autre, issue du témoignage d’un des rescapés du combat, resté anonyme, il aurait été évacué du champ de bataille par ses généraux après avoir été blessé, et se serait réfugié dans une habitation des alentours, ou dans un poste de garde. Les Wisigoths, ignorant que Valens s’y trouvait, mais voyant des soldats romains à l’intérieur, y auraient mis le feu, tuant ainsi tous les occupants. Quoi qu’il en soit, il est certain que personne ne put identifier par la suite le corps de Valens parmi les victimes du massacre, et il fut sans doute enterré anonymement avec ses soldats.

## Après la bataille
Les Wisigoths n’interrompirent pas leur offensive une fois la bataille terminée, ils foncèrent vers la ville d'Andrinople. De plus, ils avaient tué l’empereur d’Orient plongeant l’Empire dans l'effroi : Gratien alors empereur d’Occident attendra la fin des hostilités pour nommer Théodose Ier empereur d’Orient.
Les Wisigoths continuèrent donc leur politique de pillage et décidèrent de commencer par Andrinople, très proche, où se trouvait le trésor impérial. C’était un butin de très grande valeur ; prendre la ville permettait également de contrôler les routes en direction de Constantinople, capitale de l’Empire romain d’Orient.
La prise de la ville n’était cependant pas chose facile. Outre les milices urbaines, il fallait compter avec les survivants de la bataille, soit 20 000 hommes en tout. Même si les autorités locales ne leur avaient pas permis d’entrer dans la ville : ils durent construire une seconde ligne de fortifications à l’extérieur de la ville pour se mettre à l’abri. La population d’Andrinople les aida afin de faire face à l’arrivée imminente des Goths.

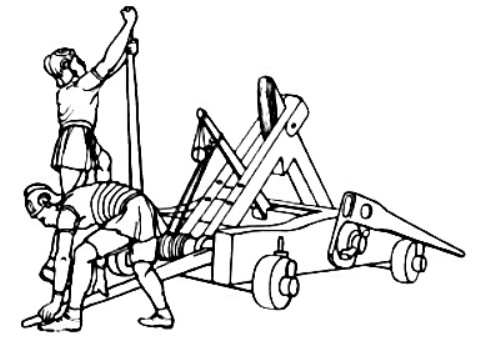
Un onagre.

Quand ils arrivèrent, de grands blocs de pierre furent placés derrière les portes afin d’empêcher l’ennemi d’entrer dans la ville. Mais cela empêchait également l’armée de Valens de se replier éventuellement dans la ville. On comprend donc qu’à la vue des Goths, plusieurs centaines d’auxiliaires se soient lancés dans la bataille, dans une charge aussi héroïque que suicidaire ; tous ceux qui y prirent part périrent.
Les Wisigoths s’avancèrent jusqu’aux lignes de défense, où ils durent s’arrêter pour combattre sous les murs de la forteresse, tandis que les Romains pouvaient leur jeter toute sorte de projectiles depuis les remparts. Les assaillants lancèrent eux aussi leurs armes sur les assiégés, mais à un moment donné ces derniers se rendirent compte que les Barbares relançaient les lances et les flèches qu’ils avaient reçues, ce qui montrait que leurs armes s’épuisaient. Pour empêcher les Goths de relancer les projectiles, il fut donc décidé de fragiliser les liens entre les pointes et le reste de la flèche ou de la lance : de la sorte, l’arme pouvait servir encore une fois, mais se brisait définitivement, qu’elle ait ou non atteint son but. De plus, les pointes devenaient plus difficiles à extraire quand elles blessaient les assaillants.
Pendant que le combat continuait sous les murs de la ville, les assiégés achevèrent de mettre en ordre de bataille un onagre. Visant le gros des troupes wisigothes, les Romains lancèrent un premier projectile ; il ne fit pas beaucoup de dégâts, mais eut un impact psychologique certain sur les assaillants, qui ne disposaient pas d’armes de siège. Ils ne s’attendaient pas à voir des pierres d’une telle taille tomber du ciel, et ne sachant pas comment réagir, la cohésion de leurs forces en fut considérablement altérée, facilitant la contre-attaque des Romains. Après avoir subi de lourdes pertes, et échoué dans un nouvel assaut, les Wisigoths durent finalement se retirer et se diriger vers le nord-est, laissant sauves les villes d’Andrinople et de Constantinople.
Une fois que la retraite des Goths leur fut confirmée, les soldats survivants se rendirent à Constantinople, ou trouvèrent refuge dans d’autres cités des alentours. Beaucoup d’habitants d’Andrinople, craignant à tort le retour des Barbares, abandonnèrent leurs maisons.

## Conséquences
La conséquence principale — et la plus immédiatement apparente — de la terrible défaite subie par l’Empire romain d’Orient est la vacance du trône de Constantinople à la suite de la mort de Valens. Avant que le chaos ne s’empare de l’Orient, l’empereur d’Occident Gratien, neveu du défunt, attribua le trône au général Théodose, originaire d’Hispanie, qui fut couronné en 379 et fut connu par la suite sous le nom de Théodose le Grand. Théodose hérita du trône d’Occident quelques années après, et fut le dernier empereur à gouverner l’Empire romain dans sa totalité ; c’est pourquoi il est parfois appelé « le dernier des Romains ». Théodose dirigea en personne une nouvelle campagne contre les Goths, qui dura deux ans, et au terme de laquelle il parvint à les vaincre et négocia un traité avec leur nouveau chef, Athanaric, en 382 (Fritigern était décédé l’année précédente de mort naturelle) : les Goths recouvrèrent leur statut de fœderati des Romains en Mésie.
Même si le nouveau traité pouvait donner l’impression que l’on en revenait à la situation initiale, le rapport de forces entre Goths et Romains avait profondément changé. Après Andrinople, les Wisigoths furent pleinement conscients de leur force et continuèrent à extorquer de l’argent aux Romains chaque fois qu’ils le désiraient. Celui qui mena cette politique de la façon la plus aboutie fut Alaric Ier, qui parvint à occuper une charge importante au sein de l’administration de l’Empire d’Orient. Lorsque ses exigences ne furent plus respectées, il soumit les Balkans à un pillage incessant, et prit Athènes. Cette politique ne cessa que lorsque Arcadius, sous l'influence de son tuteur ostrogoth Rufin, lui donna le titre de magister militum pour la province d’Illyrie. Une telle concession n’était en fait absolument pas à l’avantage des Wisigoths, puisqu’elle les amena à s’installer sur des terres moins riches et fertiles que celles d’où ils venaient, et dont la souveraineté restait disputée entre Empires d’Orient et d’Occident. La déconvenue d’Alaric avec ses nouveaux voisins (qui ne reconnaissaient pas sa souveraineté) conduisit finalement au sac de Rome en 410, qui fut perçu par les contemporains comme la fin du monde connu à cette époque.
La défaite d’Andrinople eut également des conséquences importantes sur la façon qu’avaient les Romains de faire la guerre. Après le massacre, l’armée romaine ne retrouva plus jamais les effectifs qu’elle atteignait auparavant, et l’armée dut être restructurée ; le système classique des légions fut abandonné. En fait, Théodose appliqua à l’Occident un modèle déjà en application aux frontières orientales de l’Empire ; l’armée romaine fut divisée en petites unités de limitanei (troupes frontalières, souvent des barbares fédérés) dirigées par un dux qui contrôlait une partie de la frontière depuis une forteresse où un corps d’armée mobile (comitatenses) était en garnison, et se déplaçait d’un endroit à un autre en fonction des problèmes rencontrés. Ce nouveau système de défense allait être en grande partie à l’origine du système féodal en vigueur pendant le Moyen Âge. La bataille d’Andrinople prouva aussi l’efficacité de la cavalerie, dont la proportion s’accrut au sein des armées au détriment de l’infanterie. Les nouvelles unités de cavalerie étaient souvent formées de mercenaires barbares, en général des Huns, des Sarmates ou des Perses, qui combattaient avec une épée longue et une lance, et peuvent apparaître aujourd’hui comme les précurseurs des cavaliers médiévaux. On peut ainsi comprendre que certains historiens fassent de la bataille d’Andrinople la fin de l'Antiquité[Lesquels ?], avec l’avènement de la cavalerie lourde et le déclin de l’infanterie.
En fin de compte, ce sont avant tout les Huns qui bénéficièrent du chaos provoqué par les Goths à Andrinople, puisqu’ils en profitèrent pour traverser le Danube une trentaine d’années plus tard et imiter la politique de pillage et d’extorsion que les Wisigoths avaient auparavant mise en œuvre avec succès. C’est Attila, après être monté sur le trône des Huns en 434, qui mena cette politique le plus adroitement, rançonnant pendant vingt ans l’Empire romain d’Orient.

### Filmographie
- Un épisode de la série télévisée Points de repères, intitulé « Andrinople. Rome face aux Barbares », a été diffusé sur Arte le 27 novembre 2016. [voir en ligne] (consulté le 8 octobre 2021)